# Utforskningen av Mars
Utforskningen av Mars påbörjades redan i antiken och tog fart på 1600-talet då de första teleskopen konstruerades. Mars är jordens näst närmaste planetariska granne, och under lång tid har det spekulerats i om det funnits liv på Mars och att det kanske till och med funnits intelligenta civilisationer där. Över tiden har förfinade teleskop och mätutrustning gett forskarna kontinuerligt bättre förståelse om planeten. Försök att skicka rymdsonder till "den röda planeten" har pågått sedan 1960-talet. Det visade sig vara mycket svårt att besöka planeten, av ett 40-tal sonder som skickades upp till och med år 2011 fungerade endast hälften som planerat. De sonder som nått sitt mål har dramatiskt ökat forskarnas kunskap om planetens geologi och eventuella biologi.

## Äldre utforskning från jorden
Mars är periodvis mycket tydligt synlig med blotta ögat från jorden, som en klart lysande röd stjärna, och var tidigt känd som "eldstjärnan", och förknippades senare med krigsgudomligheter.
I likhet med övriga då kända planeter verkade Mars att vara en stjärna som ändrade läge i förhållande till de flesta stjärnorna, fixstjärnorna, som verkade att vara i låsta positioner jämfört med varandra. Den första "utforskningen" kan sägas vara försök att systematiskt beskriva Mars rörelse bland fixstjärnorna, och i förhållande till solen.

### Mars rörelse

Planeten Mars skenbara rörelse bland fixstjärnorna vid oppositionen år 2003.

Mars står som högst över horisonten vid midnatt, och syns tydligast, när planeten befinner sig i opposition, det vill säga, när solen, jorden och Mars (i den ordningen) i det närmaste befinner sig på en linje. Det var inte svårt att konstatera att tiden mellan två oppositioner (Mars synodiska omloppstid) är cirka 780 dagar, det vill säga, två år och knappt två månader. Däremot tycks Mars befinna sig nära olika fixstjärnor vid olika oppositioner.
Oftast tycks Mars ha rört sig litet i östlig riktning från natt till natt. När Mars var som närmast solen gick planeten inte att observera, men man kunde sluta sig till att detsamma gällde då. Vid opposition tycks dock planeten bromsa in, röra sig i motsatt (västlig) riktning någon månad, bromsa in, och åter röra sig österut. Denna retrograda rörelse återkom vid varje opposition, på ett ganska regelbundet sätt, men den var svårförklarad. Den antika matematikern och astronomen Apollonios från Perga föreslog att planeterna samt solen och månen inte exakt rörde sig i cirkelbanor runt jorden, utan i stället rörde sig i (oftast mindre) epicykler vars centra i sin tur rörde sig i cirkelbanor. Astronomen Ptolemaios utvecklade och förfinade teorin i sitt huvudverk Almagest.
Med hjälp av cirkelbanor som var excentriska (alltså med centra på annat ställe än jorden), epicykler på dessa, och till och med epicykler på epicyklerna, fick man så småningom en teori för planetrörelserna, som inte helt stämde med observationerna, men låg rätt nära. Femtonhundratalsastronomen Tycho Brahe drev noggrannheten och systematiken ännu längre, och åstadkom de såvitt känt bästa mätvärdena någonsin för planetlägen som fastställts utan teleskop. Han höll fast vid Ptolemaios uppfattning att jorden var stillastående, med motiveringen att man annars borde kunna uppmäta årliga skenbara rörelser bland fixstjärnorna. (Sådana lyckades man också senare påvisa med hjälp av teleskop, men först på 1700-talet.) Hans medhjälpare och efterföljare Kepler ansåg detsamma, och utarbetade en ytterligare förfinad epicykelteori, som skulle förklara Brahes mätdata. Han lyckades dock inte riktigt att på detta sätt förklara Brahes värden för Mars. Kepler prövade då andra modeller, och lyckades med en, där Mars rör sig i en elliptisk bana med solen i ena brännpunkten, med proportionellt högre hastighet när Mars är närmare solen i sin bana. (Se vidare Keplers lagar!) Denna nya heliocentriska modell stämde perfekt med Brahes data.
I och med publiceringen år 1609 av sitt verk Astronomia nova hade alltså Kepler löst problemet med Mars rörelse, så när som på en skalfaktor. (Senare utvidgade han lösningen till övriga då kända planeter.) Mars läge i förhållande till solen var i princip bestämt vid varje tidpunkt, till riktning och till antalet astronomiska enheter, alltså som ett tal gånger jordens medelavstånd till solen. Under de följande århundradena lyckades astronomerna med olika metoder bestämma bättre och bättre värden på detta avstånd.

### Mars månar och massa
År 1877 upptäcktes Mars två månar och deras banor och omloppstid bestämdes. Med hjälp av Newtons gravitationslag kunde man därmed också bestämma ett värde på Mars massa.

### Mars utseende, rotationstid och topografi
Med de bättre teleskopen under 1800-talet blev det möjligt att studera utseendet av Mars närmare. Detta gjordes av bland andra Giovanni Schiaparelli. Det var rätt lätt att se tydliga mönster, som rörde sig över synfältet och återkom periodiskt. Schiaparelli namngav marsformationer, efter mönster av månformationer. Han föreslog också ett (polärt) koordinatsystem för Mars, som väsentligen är det som används idag. Redan tidigare kunde Johann Heinrich von Mädler och Wilhelm Beer med liknande metoder beräkna planetens omloppstid, som så småningom kunde bestämmas med mycket stor noggrannhet.
Utseendet var inte konstant. Det förekom vissa årstidsväxlingar, som påminde om de som jordisk grönska genomgår. År 1958 ansågs det fortfarande troligt att "någon slags primitiv växtlighet" gav upphov till den gröna färg man kunde iaktta i vissa områden. (Denna tanke har inte alls fått stöd av senare marssondsforskning.)  Det förekom också att bilden blev suddigare och markant röd. Detta förklarades som enorma sandstormar, vilket också förutsatte någon form av atmosfär. (Bådadera har senare bekräftats av marssonder.) Vidare kunde man i slutskedet av en sådan sandstorm se att vissa detaljer åter blev synliga tidigare än de övriga, bland annat vad Schiapelli kallade Nix Olympus, vilket han ansåg visade att denna formation (som idag heter Olympus Mons) höjde sig över omgivningen[källa behövs].
Genom noggrann analys av ljus och annan elektromagnetisk strålning kunde man uppskatta atmosfärens utbredning och sammansättning, liksom temperaturförhållandena vid planetens yta. Spektroskopi gav upplysningar om gaser som ingick i atmosfären. Mars syntes större i violetta våglängder än i röda, vilket förklarades med att violett men ej rött ljus reflekterades av atmosfären. Storleksskillnaden tydde på att atmosfärens höjd var cirka 190 kilometer. Infraröd strålning gav upplysningar av temperaturförhållandena.

## Tidiga resor
På 1960-talet blev utforskningen av närliggande planeter och månar en högprioriterad aktivitet för framför allt USA och Sovjetunionen. Kalla kriget rådde och rymdkapplöpningen mellan de båda supermakterna var i full gång.

### Tidiga sovjetiska försök

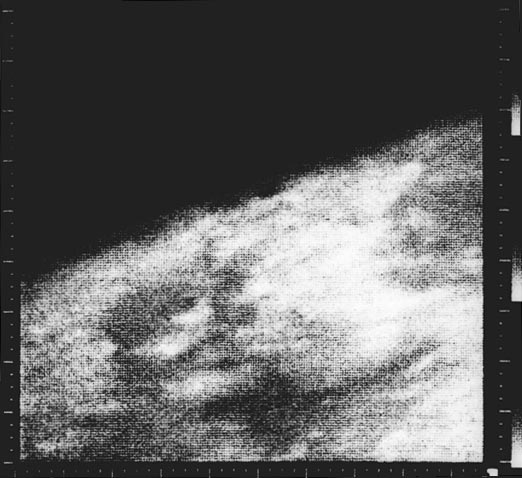
Denna bild tagen av Mariner 4 var den första närbilden någonsin tagen av Mars.

Sovjetunionen var de första som försökte skicka rymdsonder till Mars. Den första farkosten hette Marsnik 1, men den lyckades aldrig komma högre än 120 km från jorden på grund av ett fel på raketen som sköt upp sonden. Det gjordes ytterligare ett försök med Marsnik 2, men den fick samma problem vid uppskjutningen som Marsnik 1. Efter att USA börjat visa intresse för planeten väntade Sovjetunionen med att skicka ytterligare farkoster till Mars och inriktade sig istället på Venus.

### Marinerprogrammet
Den amerikanska sonden Mariner 4 var den första rymdsonden som nådde Mars 1965 vid en förbiflygning. Dess tvillingsond, Mariner 3 kraschade i havet strax efter start. Mariner 4 skickade hem 21 bilder av ytan och bekräftade att Mars har en mycket tunn atmosfär. Spekulationerna om konstgjorda kanaler på Mars tystnade efter att bilderna offentliggjorts.
Fyra år senare anlände Mariner 6 och 7 till Mars. De var mycket mer avancerade än Mariner 4. De analyserade atmosfären och tog närbilder av ytan. Alla dessa sonder missade vulkanerna, ravinerna och floddalarna. 
Nästa sond, Mariner 9, gick in omloppsbana runt Mars 1971 och blev den första rymdfarkosten i omloppsbana runt en annan planet. Precis som för Mariner 4 kom dess tvillingsond inte fram till Mars. När Mariner 9 kom fram var planeten täckt av en dammstorm. När det klarnade började Mariner 9 sända hem data om Mars. Sonden var byggd för att fungera i 90 dygn men den kom att fungera i ett helt år. Ravinen Valles Marineris fick sitt namn efter denna banbrytande sond. Ett par bilder visade för första gången spår av vatten som runnit över planetens yta.

## Landare och senare uppdrag

### Det sovjetiska Marsprogrammet
År 1969 förberedde Sovjetunionen en ambitiös 5-tons kretsare kallad M-69. Två kopior av denna sond försvann i misslyckade uppskjutningsförsök med en ny och kraftfull Protonraket.
År 1971, kort efter misslyckandet med att skjuta upp Kosmos 419, sände Sovjetunionen upp både Mars 2 och Mars 3, nästan ett årtionde efter uppskjutningen av Mars 1. Alla dessa sonder var delar av det sovjetiska Marsprogrammet. Sonderna Mars 2 och Mars 3 hade med sig en landare och båda anlände till Mars år 1971. Mars 2:s landare kom in atmosfären med en för brant vinkel, vilket gjorde att den kraschade mot ytan. Mars 3:s landare var mera lyckosam. Den nådde ytan men fungerade i endast 20 sekunder. Landaren var det första människoskapade föremålet som nådde Mars yta.
År 1976, sände Sovjetunionen ytterligare 4 sonder till Mars: Mars 4 och Mars 5 som skulle kretsa i banor runt Mars; Mars 6 och Mars 7, som förde med sig varsin landare. Den enda av dessa fyra rymdsonder som lyckades var Mars 5. Den lyckades sända 60 bilder innan sändaren gick sönder. Mars 6:s landare sände data under nerstigningen, men slutade sända innan den landade. Både Mars 4 och 7 missade planeten.

### Vikinglandarna

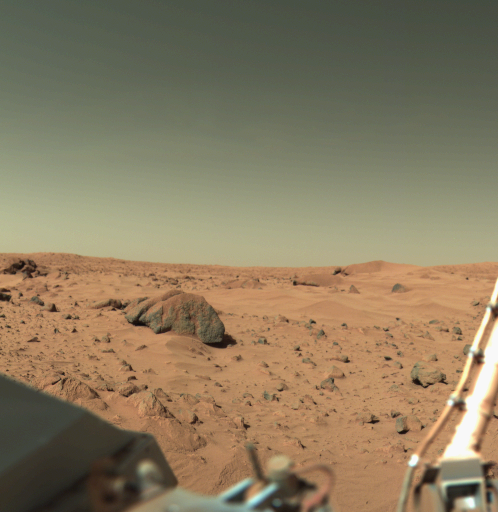
Viking 1:s landningsplats.

Efter upptäckterna som gjordes med Mariner 9 ville man landa på ytan för att leta efter liv. Vikingsonderna sändes upp 1975 och kom fram 1976. Viking 1 landade på ett område som kallas Chryse Planitia (guldfälten). Dess första bilder visade ett stenigt ökenlandskap med en skär himmel. Viking 2 landade den 3 september. Den landade på Utopia Planitia.
Landarna var utrustade med kameror, meteorologiska instrument, jordbävningsdetektorer och magnetfältsdetektorer. Båda hade robotarmar för att samla in jord som sedan analyserades för att hitta liv. Även om resultaten var intressanta, gav experimenten inga bevis för att liv existerade eller hade existerat.

### Fobosprogrammet
Efter det ganska lyckade Marsprogrammet, sände Sovjetunionen år 1988 Fobos 1 och 2 till Mars för att studera dess månar Phobos och Deimos. Man förlorade kontakten med Fobos 1 på dess väg till Mars. Fobos 2 lyckades fotografera Mars och månen Phobos, däribland bilder där månen och Mars var med på samma bild.
Strax före den sista delen av uppdraget, då rymdsonden skulle flyga på en höjd av 50 m ovanför ytan och sätta ned två landare, en mobil enhet och en stationär plattform, förlorade man kontakten med rymdsonden. 27 mars 1989 avslutades Fobosprogrammet eftersom man inte längre kunde få kontakt med Fobos 2.

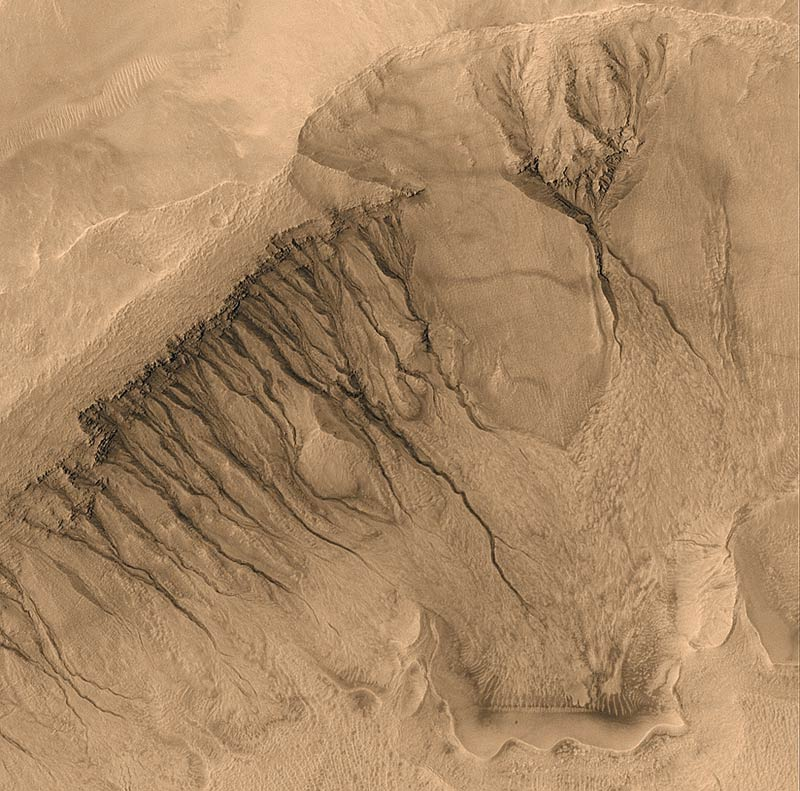
Denna bild från Mars Global Surveyor visar spår av vatten på Mars yta.

### Mars Global Surveyor
Efter misslyckandet med Mars Observer år 1992, tog NASA snabbt fram Mars Global Surveyor. Denna rymdsond var den första på två decennier att lyckas med det den var avsedd för vid Mars. Man sköt upp sonden den 7 november 1996 och gick in omloppsbana 12 september, 1997. I mars 1999, efter att i ett och ett halvt år arbetat med att komma i cirkulär bana, kunde huvuduppdraget påbörjas. Uppdraget var att från en låg höjd kartlägga hela Mars yta med hjälp av kameror. Detta klarade den på ett Mars-år (drygt två jordår). Mars Global Surveyors huvuduppdrag slutade 31 januari 2001 och den arbetar nu på övertid. Senaste kontakten med rymdsonden skedde 5 november 2006 och den beräknas krascha på Mars cirka 2050.
Mars Global Surveyor studerade hela Mars yta, dess atmosfär och inre, och den har sänt hem mer data om den röda planeten än vad alla andra sonder tidigare gjort tillsammans. Mars Global Surveyor har också producerat en tredimensionell bild av Mars norra polarkalotter.
Magnetometerdata visar att planetens magnetfält inte globalt genereras i Mars kärna, utan finns på flera ställen vid skorpan. Nya temperaturdata och närbilder på Marsmånen Phobos visar att dess yta består av ett puderlikt material som är minst 1 meter tjockt. Orsaken till detta är miljoner år av meteornedslag.

### Mars Pathfinder

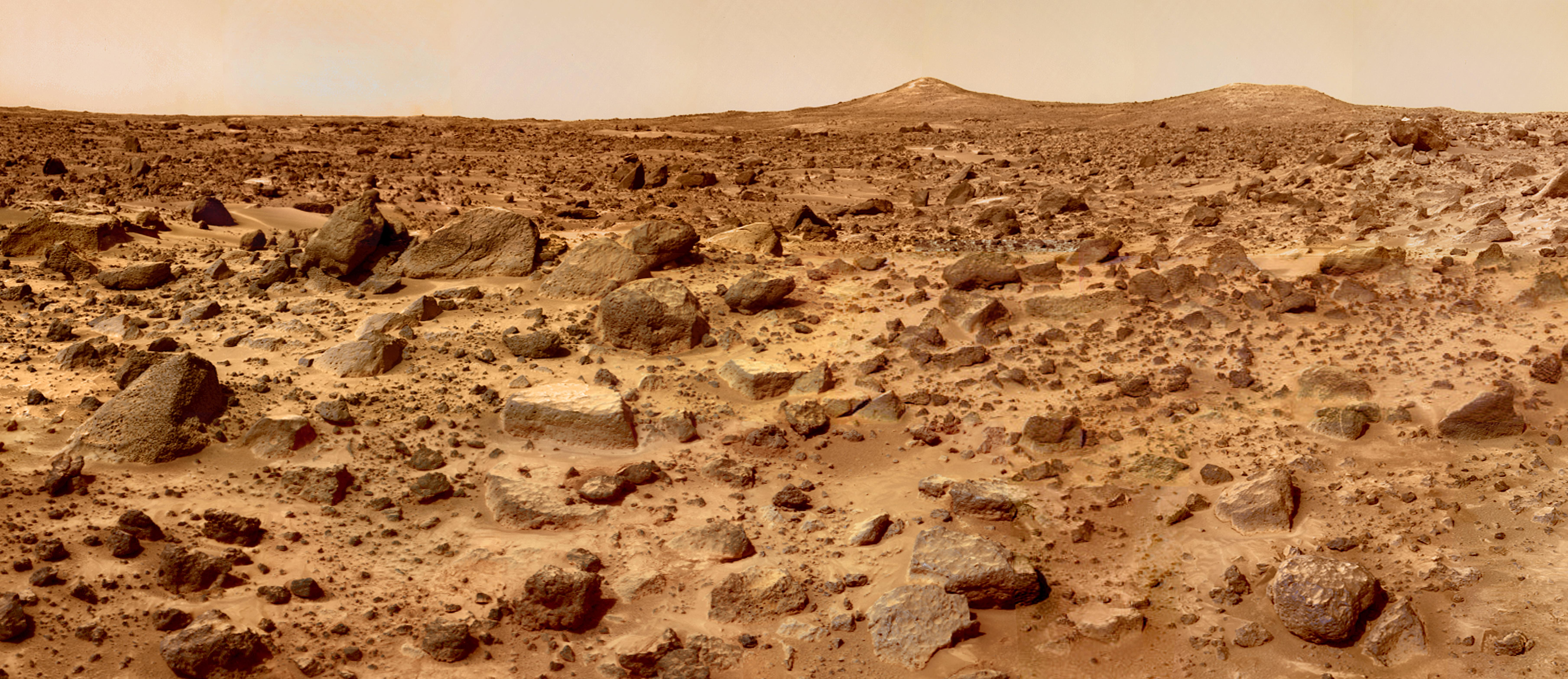
"Ares Vallis" fotograferad av Mars Pathfinder.

Mars Pathfinder, som sköts upp en månad efter Mars Global Surveyor, landade den 4 juli, 1997. Dess landningsplats var en uttorkad havsbotten på Mars norra halvklot kallad Ares Vallis, vilket tillhör de stenigaste områdena på Mars. Pathfinder hade med sig en liten radiostyrd bil kallad Sojourner, vilken åkte ca 100 meter vid landningsplatsen och undersökte olika stenar.
Tills den sista dataöverföringen 27 september 1997 sände Mars Pathfinder hem 16 500 bilder tagna av landaren och 550 bilder tagna av bilen. Bilen gjorde 15 kemiska analyser av stenar på landningsplatsen.

### Misslyckade år

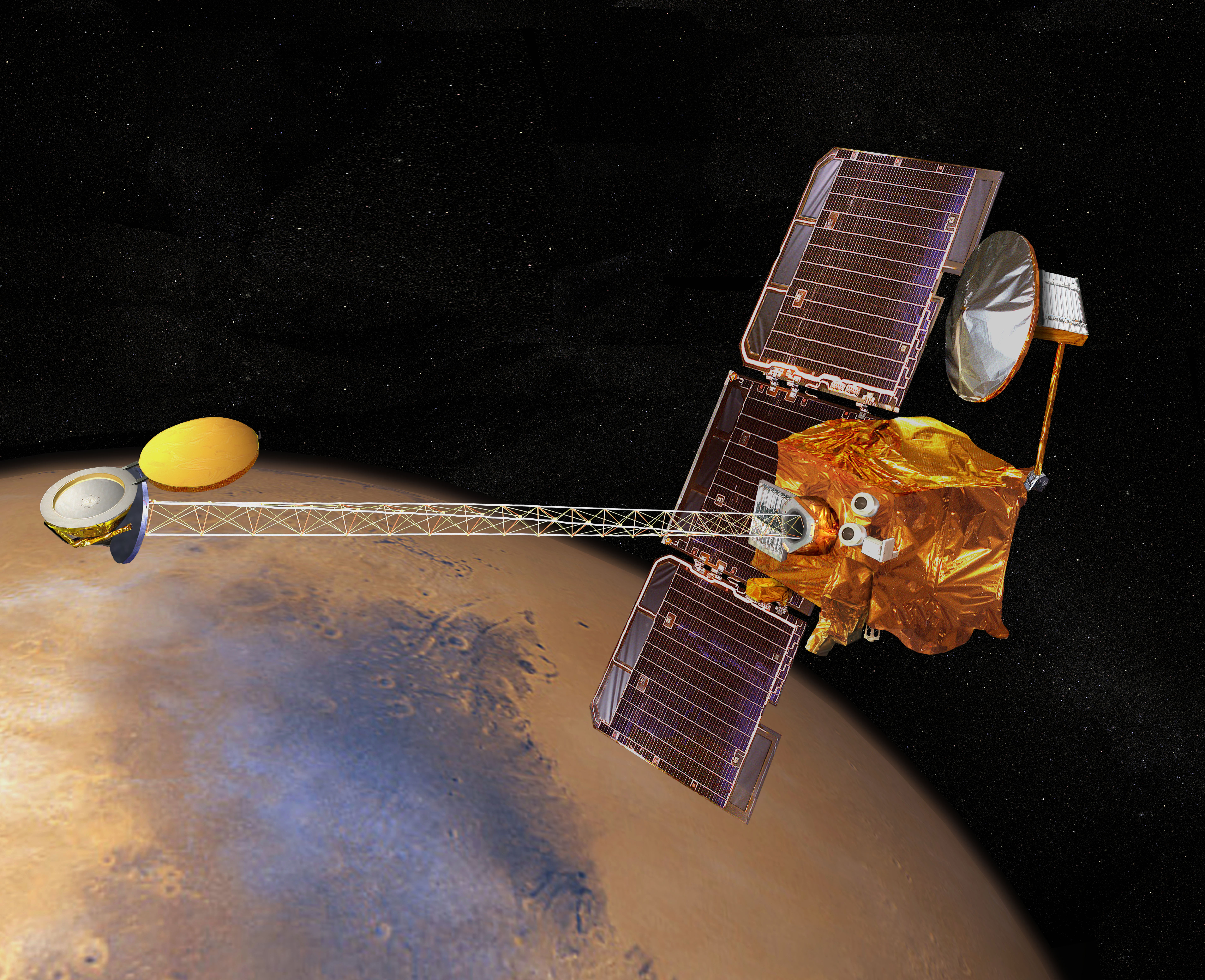
Konstnärs beskrivning av Mars Odyssey

Efter succéerna med Mars Global Surveyor och Mars Pathfinder, följde två år av misslyckanden, 1998 och 1999, med den japanska rymdsonden Nozomi och NASA:s Mars Climate Orbiter, Mars Polar Lander, och Deep Space 2.
Skälet till att Mars Climate Orbiter inte kom fram är ganska pinsamt. Ingenjörer på Lockheed Martin hade blandat ihop pound-force och newton och NASA hade hoppat över att kontrollera sådana detaljer vilket orsakade kursavvikelser under resan så att sonden brann upp i atmosfären.

### Mars Odyssey
2001 vände oturen när NASA:s Mars Odyssey gick in i omloppsbana runt Mars. Dess uppdrag är att använda spektrometrar och kameror för att hitta spår av vatten och vulkanisk aktivitet på Mars.
28 maj 2002 rapporterade NASA att satelliten funnit stora mängder väte, ett tecken på att vatten finns mindre än en meter under ytan.

### Mars Express och Beagle 2
2 juni 2003 sköts ESA:s rymdsond Mars Express upp från Kosmodromen i Bajkonur. Mars Express bestod av Mars Express Orbiter och dess landare Beagle 2. Beagle 2, som var konstruerad att inte röra på sig, förde med sig borrinstrument och den minsta spektrometern som hade byggts och många andra instrument på en robotarm som kunde röra sig intill Beagle 2.
Mars Express gick in i omloppsbana 25 december 2003 och Beagle 2 gick in i Mars atmosfär samma dag. Men när man skulle kontakta Beagle 2 gick det inte eftersom Beagle hade kraschat. Man gjorde flera försök att kontakta den, men man misslyckades.
23 januari 2004 rapporterade ESA att man med hjälp av spektrometer ombord på satelliten uppmätt spektrum från väte. Strålningen är baserad på reflektion av solens synliga och infraröda ljus. Mätdata hämtades från Mars nordkalott. Vätet förekommer i vad som förmodas vara is. Dessutom kunde man tyda spektrum från frusen koldioxid.

### Mars Exploration Rovers

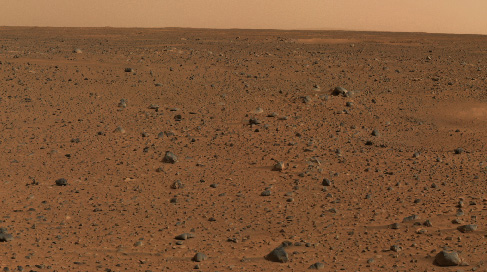
Del av ett 360° panorama vid Gusevkratern, Spirits landningsplats.

Kort efter Mars Express sände NASA ett par tvillingrobotar som skulle röra sig över planeten. Deras uppdrag skulle vara en del i Mars Exploration Rover Mission. 10 juni 2003 sköts MER-A (Spirit) upp. Den gjorde en lyckad landning i Gusevkratern (som man tror är gammal havsbotten) 3 januari 2004. Rovern (strövaren) skulle undersöka stenar och yta för att fastställa områdets vattenhistoria. Den 7 juli 2003 sköts den andra rovern, MER-B (Opportunity), upp. Den landade 24 januari 2004 i Meridiani Planum för att göra liknande arbete.
I slutet av juli 2005 rapporterade Sunday Times att fordonen hade fört med bakterien Bacillus safensis till Mars. Enligt en av NASA:s mikrobiologer kan denna bakterie både överleva resan dit och förhållandena på Mars.
I november 2007 fungerade båda fordonen bra, men de började visa små tecken på åldrande. Fordonen upptäcker fortfarande nya saker såsom den första meteoriten som upptäckts på en annan planet, Heat Shield Rock.[Uppdatering behövs]

### Mars Reconnaissance Orbiter

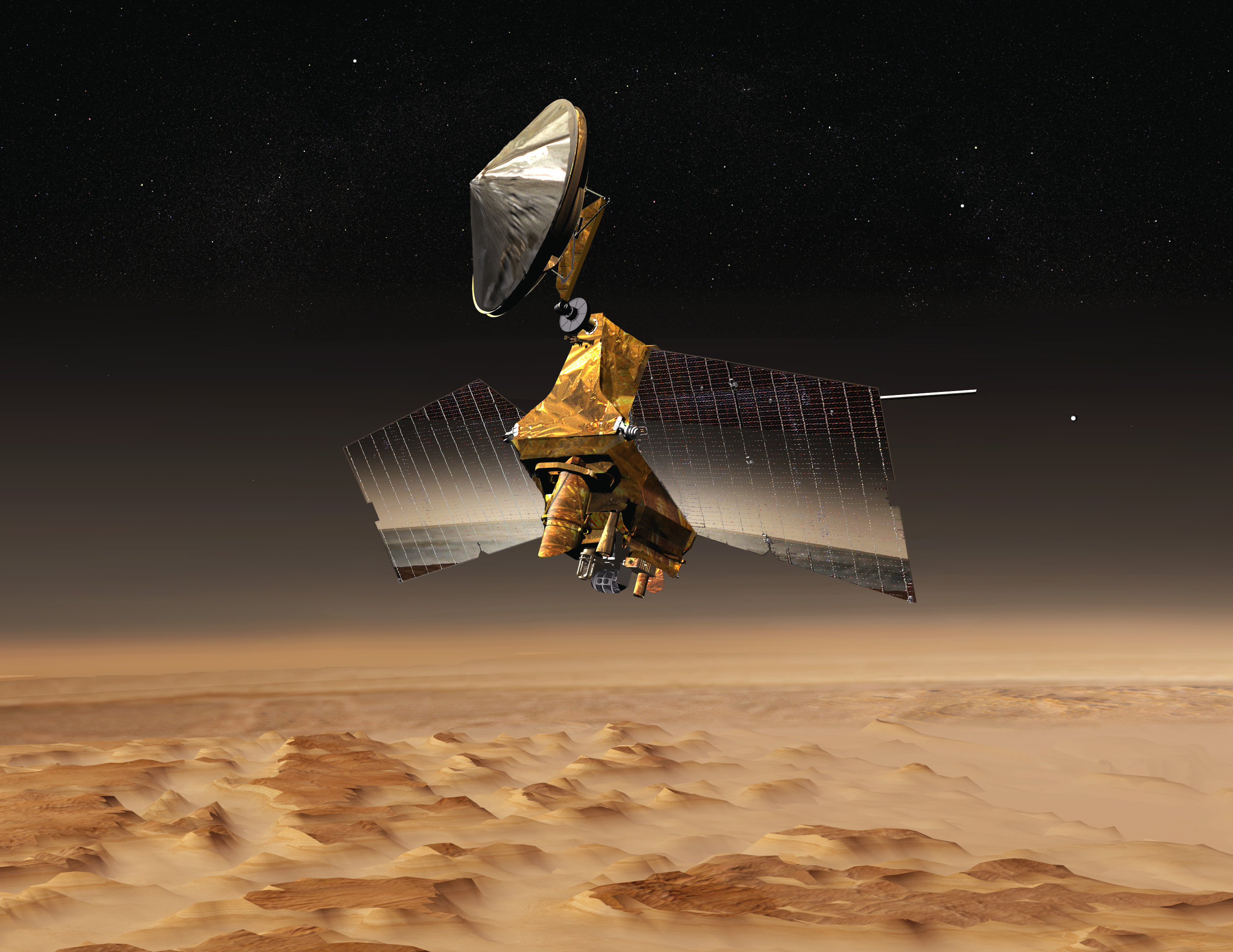
Mars Reconnaissance Orbiter

12 augusti, 2005 sköts Mars Reconnaissance Orbiter upp mot den röda planeten, för att göra ett tvåårigt vetenskapligt arbete. En stor del i uppdraget är att hitta framtida landningsplatser för landare och människor. MRO gick in i omloppsbana runt Mars 10 mars 2006.

### Phoenix

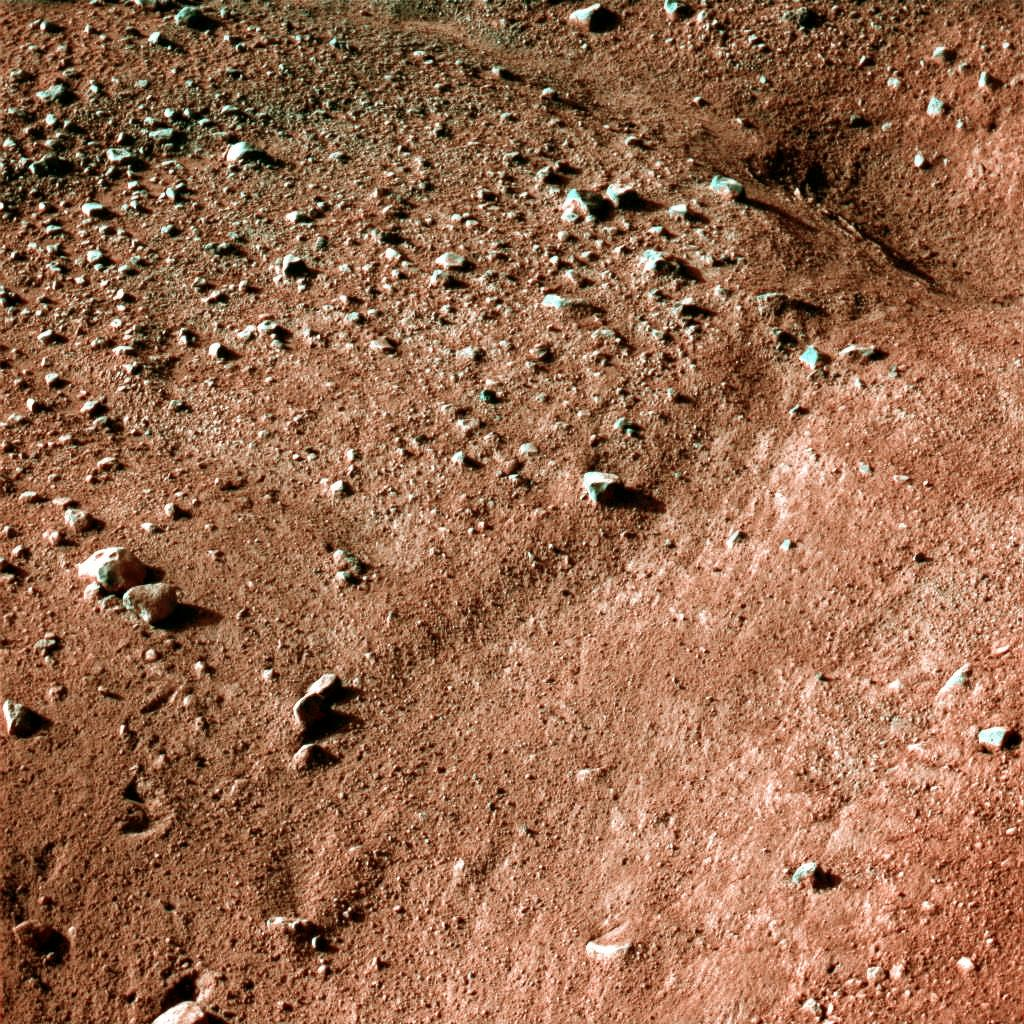
Kryoturbation på grund av permafrost (froststrukturer i form av polygoner). Fotograferade av Phoenix.

Phoenix sköts upp den 4 augusti 2007 under uppskjutningsfönstret mellan den 3 augusti och den 24 augusti med en Delta II 7925-raket från platta 17-A på Cape Canaveral Air Force Station. Tre satelliter i omloppsbana runt Mars arrangerades för att bevaka landningen, och informationen som samlades in planeras kunna användas för framtida designer av landare. 
Roboten har med sig instrument för att kunna leta efter mikrobiologiskt liv och vatten på Mars. Phoenix landade i de vattenisrika områdena kring Mars nordpol för att gräva i den arktiska terrängen med sin robotarm.

### Curiosity
NASA:s Curiosity som försenad sköts upp den 26 november 2011, Curiosity landade på Mars den 6 augusti 2012 och har den 4 december levererat resultat från de första prover som rymdsonden tagit på Mars. Dessa visade på spår efter ämnen som vatten och syre.

### Mars Orbiter Mission
Mars Orbiter Mission, även kallad Mangalyaan, var en indisk rymdsond som skickades upp den 5 november 2013 med en PSLV-XL raket. Rymdsonden gick in i omloppsbana runt Mars den 24 september 2014 varifrån den utförde studier av Mars atmosfär och yta. I april 2022 förlorades kontakten med rymdsonden och den 27 september samma år förklarades uppdraget formellt avslutat.

### Mars Atmosphere and Volatile Evolution
Mars Atmosphere and Volatile Evolution (MAVEN) är en amerikansk rymdsond som sköts upp den 18 november 2013. Rymdsonden gick in i omloppsbana runt Mars den 22 september 2014.

### ExoMars Trace Gas Orbiter och Schiaparelli
ExoMars Trace Gas Orbiter är en kretsare avsedd att söka efter gaser i Mars atmosfär som kan kopplas till geologisk eller biologisk aktivitet. Projektet är ett samarbete mellan ESA och ryska Roskosmos. Sonden sändes upp den 14 mars 2016 och gick in i omloppsbana den 19 oktober 2016. Efter en serie manövrer, där bland annat solpanelerna användes för att "luftbromsa" i atmosfären, uppnåddes den 9 april 2018 en cirkulär bana 400 km över planetens yta från vilken mätningarna utförs.
Med Trace Gas Orbiter följde landaren Schiaparelli avsedd att testa teknik för framtida mjuklandningar på Mars. Kontakten bröts dock en minut före den beräknade landningen den 19 oktober 2016.

## Framtida uppdrag

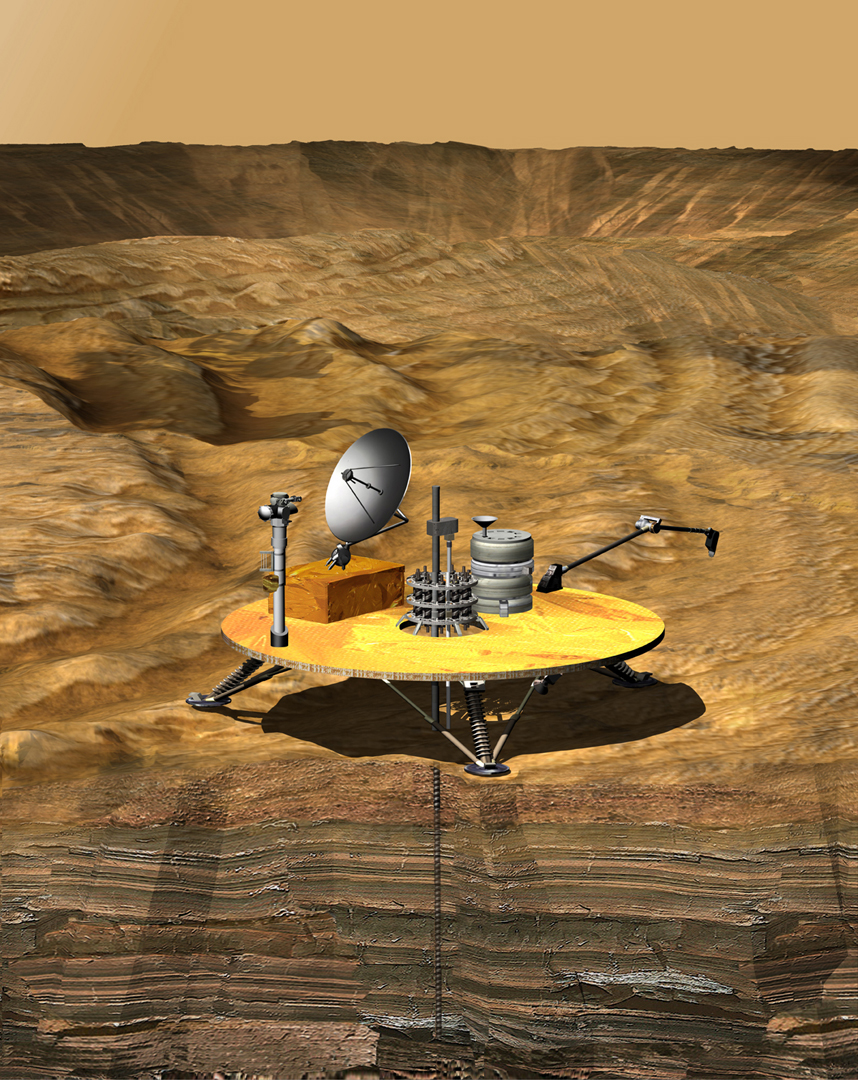
Deep-drill Lander

### NASA och ESA
NASA:s Mars Sample Return, MSR, ska ta prover från Mars yta och återvända med dem till jorden. MSR är planerad att skjutas upp någon gång mellan 2013 och 2020, troligtvis 2015. Först med att ta hem material från en annan himlakropp än jordens egen måne skulle, om allt gått som planerat, den ryska sonden Fobos-Grunt ha blivit. Den avsågs återvända från Mars måne Phobos och sköts upp den 9 november 2011. Något gick fel, och farkosten har sedan uppskjutningen cirkulerat i en låg omloppsbana och kraschade på jorden den 15 januari 2012.
Längre fram i tiden ligger NASA:s rover Astrobiology Field Laboratory, med planerad uppskjutning år 2016. NASA är också intresserat av att borra ner i Mars yta för leta efter vatten. Några beslut om sonder för detta ändamål är ännu inte fattade, men ett förslag finns om farkosten Deep-drill Lander, som ska kunna borra mer än 100 meter ner under ytan.

### Ryssland
Ryssarna sköt upp Fobos-Grunt den 9 november 2011. Denna farkost skulle ha hämtat material från Phobos yta och sända det hem till jorden, men misslyckades. Mars-500 är ett projekt startat 2007 inför en bemannad rymdfärd till Mars i samarbeta med ESA.

## Expeditioner till Mars

### 1960–1969
| Expedition              | Uppskjutning     | Ankomst till Mars | Uppdragets slut  | Uppdrag       | Resultat                                                                               |
| ----------------------- | ---------------- | ----------------- | ---------------- | ------------- | -------------------------------------------------------------------------------------- |
| Marsnik 1 (Mars 1960A)  | 10 oktober 1960  |                   | 10 oktober 1960  | Förbiflygning | Fel vid uppskjutning                                                                   |
| Marsnik 2 (Mars 1960B)  | 14 oktober 1960  |                   | 14 oktober 1960  | Förbiflygning | Fel vid uppskjutning                                                                   |
| Sputnik 22 (Mars 1962A) | 24 oktober 1962  |                   | 24 oktober 1962  | Förbiflygning | Förstördes strax efter uppskjutning                                                    |
| Mars 1                  | 1 november 1962  |                   | 21 mars 1963     | Förbiflygning | Lite information kunde inhämtas, men kontakten bröts innan Mars nåtts                  |
| Sputnik 24 (Mars 1962B) | 4 november 1962  |                   | 19 januari 1963  | Landare       | Misslyckades med att lämna omlopp kring jorden                                         |
| Zond 1964A              | 4 juni 1964      |                   | 4 juni 1964      | Förbiflygning | Fel vid uppskjutning                                                                   |
| Mariner 3               | 5 november 1964  |                   | 5 november 1964  | Förbiflygning | Fel vid uppskjutning omöjliggjorde rätt kurs. För närvarande i omloppsbana kring solen |
| Mariner 4               | 28 november 1964 | 14 juli 1965      | 21 december 1967 | Förbiflygning | Lyckad (första lyckade förbiflygningen)                                                |
| Zond 2                  | 30 november 1964 |                   | maj 1965         | Förbiflygning | Kontakt bröts                                                                          |
| Mariner 6               | 25 februari 1969 | 31 juli 1969      | augusti 1969     | Förbiflygning | Lyckad                                                                                 |
| Mariner 7               | 27 mars 1969     | 5 augusti 1969    | augusti 1969     | Förbiflygning | Lyckad                                                                                 |
| Mars 1969A              | 27 mars 1969     |                   | 27 mars 1969     | Kretsare      | Fel vid uppskjutning                                                                   |
| Mars 1969B              | 2 april 1969     |                   | 2 april 1969     | Kretsare      | Fel vid uppskjutning                                                                   |

### 1970–1989
| Expedition | Uppskjutning     | Ankomst till Mars | Uppdragets slut   | Uppdrag          | Resultat |
| ---------- | ---------------- | ----------------- | ----------------- | ---------------- | --- |
| Mariner 8  | 8 maj 1971       |                   | 8 maj 1971        | Kretsare         | Fel vid uppskjutning                                                                                              |
| Cosmos 419 | 10 maj 1971      |                   | 12 maj 1971       | Kretsare         | Fel vid uppskjutning                                                                                              |
| Mariner 9  | 30 maj 1971      | 13 november 1971  | 27 oktober 1972   | Kretsare         | Lyckad (första lyckade kretsaren)                                                                                 |
| Mars 2     | 19 maj 1971      | 27 november 1971  | 22 augusti 1972   | Kretsare         | Lyckad |
| Mars 2     | 19 maj 1971      | 27 november 1971  | 27 november, 1971 | Landare / Rover  | Kraschlandade på Mars                                                                                             |
| Mars 3     | 28 maj 1971      | 2 december 1971   | 22 augusti, 1972  | Kretsare         | Lyckad |
| Mars 3     | 28 maj 1971      | 2 december 1971   | 2 december, 1971  | Landare / Rover  | Lyckad (första lyckade landningen) Landade mjukt, men slutade sända efter några sekunder                          |
| Mars 4     | 21 juli 1973     | 10 februari 1974  | 10 februari 1974  | Kretsare         | Kom inte in i omloppsbana, men gjorde en nära förbiflygning                                                       |
| Mars 5     | 25 juli 1973     | 2 februari 1974   | 21 februari 1974  | Kretsare         | Delvis lyckad. Gick in i omloppsbana och skickade information, men gick sönder inom nio dagar                     |
| Mars 6     | 5 augusti 1973   | 12 mars 1974      | 12 mars, 1974     | Landare          | Delvis lyckad. Information skickades under landning, men inte efter nedslag på Mars                               |
| Mars 7     | 9 augusti 1973   | 9 mars 1974       | 9 mars 1974       | Landare          | Landaren separerades för tidigt och skickades in i en omloppsbana kring solen                                     |
| Viking 1   | 20 augusti 1975  | 20 juli 1976      | 17 augusti 1980   | Kretsare         | Lyckad |
| Viking 1   | 20 augusti 1975  | 20 juli 1976      | 13 november 1982  | Landare          | Lyckad |
| Viking 2   | 9 september 1975 | 3 september 1976  | 25 juli 1978      | Kretsare         | Lyckad |
| Viking 2   | 9 september 1975 | 3 september 1976  | 11 april, 1980    | Landare          | Lyckad |
| Fobos 1    | 7 juli 1988      |                   | 2 september 1988  | Kretsare         | Kontakten tappades på väg till Mars                                                                               |
| Fobos 1    | 7 juli 1988      | Fobos             | Landare           | Aldrig separerad | |
| Fobos 2    | 12 juli 1988     | 29 januari 1989   | 27 mars 1989      | Kretsare         | Delvis lyckad: gick in i omloppsbana och returnerade data. Kontakten bröts precis innan landaren skulle separeras |
| Fobos 2    | 12 juli 1988     | 29 januari 1989   | Fobos 2           | Landare          | Aldrig separerad                                                                                                  |

### 1990–1999
| Expedition           | Uppskjutning      | Ankomst till Mars | Uppdragets slut   | Uppdrag            | Resultat                                              |
| -------------------- | ----------------- | ----------------- | ----------------- | ------------------ | ----------------------------------------------------- |
| Mars Observer        | 25 september 1992 | 24 augusti 1993   | 21 augusti 1993   | Kretsare           | Kontakt förlorades precis före framkomst              |
| Mars Global Surveyor | 7 november 1996   | 11 september 1997 | 5 november 2006   | Kretsare           | Lyckad                                                |
| Mars 96              | 16 november 1996  |                   | 17 november 1996  | Kretsare / landare | Fel vid uppskjutning                                  |
| Mars Pathfinder      | 4 december 1996   | 4 juli 1997       | 27 september 1997 | Landare / rover    | Lyckad                                                |
| Nozomi (Planet-B)    | 3 juli 1998       |                   | 9 december 2003   | Kretsare           | Komplikationer under färden; nådde aldrig omloppsbana |
| Mars Climate Orbiter | 11 december 1998  | 23 september 1999 | 23 september 1999 | Kretsare           | Kraschlandade på Mars yta                             |
| Mars Polar Lander    | 3 januari 1999    | 3 december 1999   | 3 december 1999   | Landare            | Kontakt förlorades precis före framkomst              |
| Deep Space 2 (DS2)   | 3 januari 1999    | 3 december 1999   | 3 december 1999   | Landare            | Kontakt förlorades precis före framkomst              |

### 2000–2009
| Expedition                  | Uppskjutning      | Ankomst till Mars | Uppdragets slut   | Uppdrag                                            | Resultat                                                 |
| --------------------------- | ----------------- | ----------------- | ----------------- | -------------------------------------------------- | -------------------------------------------------------- |
| 2001 Mars Odyssey           | 7 april 2001      | 24 oktober 2001   | Fortfarande aktiv | Kretsare                                           | Lyckad                                                   |
| Mars Express Orbiter        | 2 juni 2003       | 25 december 2003  | Fortfarande aktiv | Kretsare                                           | Lyckad                                                   |
| Beagle 2                    | 2 juni 2003       | 25 december 2003  | 6 februari 2004   | Landare                                            | Kontakt förlorades under landning; antas ha kraschlandat |
| Spirit                      | 10 juni 2003      | 4 januari 2004    | 22 mars 2011      | Rover                                              | Lyckad                                                   |
| Opportunity                 | 7 juli 2003       | 25 januari 2004   | 13 februari 2019  | Rover                                              | Lyckad                                                   |
| Rosetta                     | 2 mars 2004       | 25 februari 2007  | 30 september 2016 | Förbiflygning på väg mot 67P/Churyumov-Gerasimenko | Lyckad                                                   |
| Mars Reconnaissance Orbiter | 12 augusti 2005   | 10 mars 2006      | Fortfarande aktiv | Kretsare                                           | Lyckad                                                   |
| Phoenix                     | 4 augusti 2007    | 25 maj 2008       | 10 november 2008  | Landare                                            | Lyckad                                                   |
| Dawn                        | 27 september 2007 | 17 februari 2009  | 30 juni 2017      | Förbiflygning på väg mot Vesta och Ceres           | Lyckad                                                   |

### 2010–
| Expedition                           | Uppskjutning          | Ankomst till Mars | Uppdragets slut   | Uppdrag                                                     | Resultat |
| ------------------------------------ | --------------------- | ----------------- | ----------------- | ----------------------------------------------------------- | --- |
| Fobos-Grunt                          | 8 november 2011       |                   | 8 november 2011   | Kretsare, landare, provtagning                              | Skulle ta prover av Phobos yta tillbaka till jorden 2014. Misslyckades att ta sig ur omloppsbanan runt jorden. |
| Yinghuo 1                            | 8 november 2011       | Kretsare          | 8 november 2011   | Färdades med Fobos-Grunt.                                   | |
| Curiosity                            | 26 november 2011      | 6 augusti 2012    | Fortfarande aktiv | Rover                                                       | Lyckad |
| Mars Orbiter Mission                 | 5 november 2013       | 24 september 2014 | 27 september 2022 | Kretsare                                                    | Lyckad |
| MAVEN                                | 18 november 2013      | 22 september 2014 | Fortfarande aktiv | Kretsare                                                    | Del av Mars Scout Program.                                                                                     |
| esa och Trace Gas Orbiter            | 14 mars 2016          | 19 oktober 2016   | Fortfarande aktiv | Kretsare                                                    | Lyckad |
| esa och Schiaparelli                 | 14 mars 2016          | 19 oktober 2016   | 19 oktober 2016   | Landare                                                     | Kontakt förlorades under landning                                                                              |
| Insight                              | 5 maj 2018            | 26 november 2018  | 15 december 2022  | Landare                                                     | Lyckad |
| Framtida uppdrag                     | Planerad uppskjutning | Beräknad ankomst  | —                 | Uppdrag                                                     | Övrigt |
| esa och : Mars Sample Return Mission | Troligen 2018         |                   |                   | Kretsare, landare, rover, provtagning med retur till jorden | Inte planerad, men under preliminär utveckling.                                                                |